# یحیی بن زید

یحیی بن زید بن سجاد بن حسین بن علی

یحیی بن زید بن علی بن حسین علیه السلام، نوهٔ بلافصل امام سجاد و فرزند زید بن علی است،که نسب اش با سه واسطه هم پدری و هم مادری به علی بن ابی‌طالب می‌رسد. بنا به نقل مشهور وی در سال ۱۰۷ هجری قمری در محلهٔ بنی‌هاشم شهر مکه به دنیا آمد. مادرش ریطه دختر ابوهاشم عبدالله بن محمد حنفیه است.
یحیی بن زید در سال ۱۲۵ هجری قمری بدستور ولید بن یزید در جوزجان کشته شد. مقبرهٔ وی امروزه در افغانستان واقع شده‌است.

مدفن یحیی در شهر سرپل

اکنون مقبرهٔ یحیی بن زید در هزار و پانصد متری شرق شهر سرپل در ولایت سرپل قرار گرفته‌است و همه مذاهب و اقوام به مزار وی احترام بسیار می نهند. یحیی بن زید مهم ترین امامزادهٔ افغانستان است که با یک واسطه به امامان معصوم و نوادگان پیامبراکرم(ص) می‌رسد.

## قیام یحیی بن زید
پس از کشته شدن زید در کوفه مردی از بنی اسد به یحیی بن زید گفت: خراسانی‌ها از پیروان ما هستند؛ بهتر است نزد ایشان بروی.
یحیی قبل از عزیمت به خراسان و شهادتش ، متن کتاب صحیفه سجادیه را به متوکل بن هارون بلخی سپرد و متوکل هنگامی که درحال برگشت از زیارت خانه خدا بود، صحیفه سجادیه را نزد امام صادق (ع) می برد. نقش یحیی بن زید شهید در انتقال و انتشار صحیفه سجادیه در مطلع تمامی نسخه‌های صحیفه سجادیه ذکر شده
عمیربن متوکل بلخی از پدرش داستان خروج یحیی از کوفه را چنین نقل می‌کند:
"وی را در حالی ملاقات کردم که پس از شهادت پدرش متوجه خراسان بود. او از حال جعفر صادق که در مدینه بود، پرسید و گفت: آیا جعفر بن محمد را ملاقات کردی؟
گفتم: آری.
یحیی گفت: آیا چیزی دربارهٔ من فرمود؟
گفتم: آری، فرمودند که تو بر دار آویخته می‌شوی…."
یحیی بن زید چون این سخن را شنید رنگ رخسارش متغیر شد و این آیه مبارکه از قرآن را تلاوت کرد (یمحو الله ما یشاء و یثبت و عنده ام الکتاب) آنگاه فرمود:
«آنچه‌ را كه‌ خداوند بخواهد از ميان‌ ببرد مي‌برد، و آنچه‌ را كه‌ خداوند بخواهد برقرار كند، برقرار مي‌كند. و علم‌ امّ الكتاب‌ كه‌ تغيير ناپذيرفتني‌ است‌ در نزد او مي‌باشد. به‌ درستي‌ كه‌ خداوند متعال امر ولایت و حفاظت دین اسلام را به ما موید خواهد فرمود و خدا علم و شمشیر هر دو را به ما عطا کرده
هارون بلخی می‌گوید: «یحیی بن زید را در حالی ملاقات کردم که هیچ‌کس را در عقل و فضل مثل او ندیده بودم.»
یحیی به اتفاق بعضی از یاران پدر خود به خراسان و شهرهای بیهق، نیشابور و سرخس رفت. بدین ترتیب بسیاری از مردم پیرامون وی گرد آمدند و با والی نیشابور جنگیدند. سپس یحیی رهسپار بلخ شد، ولی سپاهیان والی خراسان در جوزجانان راه را بر او بستند. در هنگامهٔ جنگ به یحیی نیزه‌ای اصابت کرد و کشته شد. مردی شامی به نام عنزه سرِ یحیی بن زید را از پیکرش جدا ساخت و به‌عنوان هدیه به «مرو» فرستاد. امیر مرو سر را به دارالخلافه شام گسیل کرد.
پیکر خونین یحیی را در دروازهٔ جوزجان، محل فعلی مقبره، به دار آویختند، سرانجام ابومسلم خراسانی پیکر یحیی بن زید را از دار به زیر آورد؛ بر آن نماز گزارد و به خاک سپرد.
مردم خراسان هفت روز سوگواری کردند و چنان از کشته شدن او اندوهگین شدند که در آن سال هرچه نوزاد پسر به دنیا آمد، زید و یحیی نام نهادند.
امام جعفر صادق با شنیدن خبر شهادت یحیی بن زید سخت بگریست و محزون گشت و برای وی طلب رحمت و مغفرت کرد

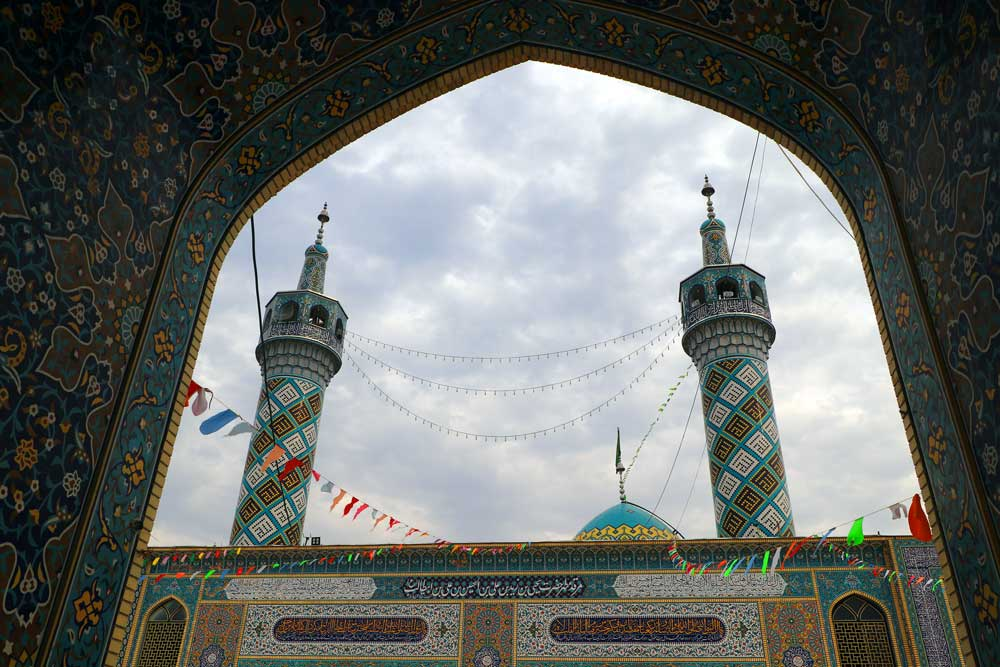
مقبره‌ای دیگر منسوب به یحیی بن زید در شهر گنبد کاووس

## مزار
مزار «یحیی بن زید» در سرپل از زیارتگاه‌های مهم مردم افغانستان به‌خصوص شیعیان این کشور است که همه ساله مشتاقان فروانی از تمام نقاط این کشور برای زیارت به آنجا سفر می‌کنند.
مزار یحیی بن زید بعدها توسط حاکمان سلجوقی احداث شد، آن‌گونه که در کتاب «روایت نابسامانی» اثر «محمدعلی عبدلی رحیمی» آمده‌است، بنای قدیم زیارتگاه از بین رفته و ویران شده و به تازگی بنایی در ۲ طبقه، دارای حجره‌ها و چندین رواق برای کارهای فرهنگی و اداری، مهمانسرا و آسایشگاه خدام و زوار طراحی شده‌است. طبقهٔ اول این زیارتگاه به ارتفاع ۵/۴ متر در نظر گرفته شده و در قسمت ورودی شرقی یک مناره به ارتفاع ۲۲ متر طراحی و ساخته شده‌است.
همچنین یک گنبد به ارتفاع حدود ۲۵ متر روی ۱۶ ستون، بر روی مرقد احداث شده‌است. صحن مرکزی این بنا نیز به مساحت ۴۶۲۱ متر مربع، دارای ۴ درِ ورودی طراحی گردیده‌است. در قسمت شمالی بنا ۸۵۰ متر مربع برای ساخت تأسیسات شامل منبع آب، قصابی، کشتارگاه و سردخانه در نظر گرفته شده‌است.
همه ساله در آستانهٔ تحویل سال نو خورشیدی، مزار این امامزاده، از سرتاسر افغانستان زائران زیادی را به‌سوی خود جلب می‌کند. در لحظهٔ تحویل سال نو در جوار مزار، عَلَم بزرگی با حضور مقامات دولتی و شخصیت‌های مذهبی و عموم مردم برافراشته می‌شود و تا ۴۰ روز همچنان برافراشته می‌ماند و در روز چهلم با انجام مراسمی عَلَم به جایگاه اصلی خود در درون زیارتگاه بازمی‌گردد.
مزار یحیی بن زید در سه طبقه ساخته شده که هر طبقهٔ آن ۱۵ اتاق دارد. ساختمان این حرم مساحت ۳۶۰۰ متر مربع دارای ۶۰ ستون و چهار درِ ورودی اصلی است. از ۶۰ ستون، ۱۲ ستون آن زیر گنبد قرار دارد و گنبد روی آن‌ها استوار است. ۸ پایهٔ اصلی آن که ۱۰ متر به عمق زمین بتن‌ریزی شده قرار دارد.
گنبدی کوچک که بالای مزار بنا شده‌است بر اساس خط کوفی که در حرم به‌کار برده شده، نشانگر آن است که این گنبد ۹۰۰ سال دارد. به همین خاطر این گنبد در فهرست یونسکو به عنوان آثار تاریخی افغانستان ثبت شده‌است.
این زیارتگاه یک کتابخانهٔ مجهز با بیش از ۱۰۰ هزار جلد کتاب در رابطه با موضوعات مختلف دارد که از سوی مردم از سراسر افغانستان جمع‌آوری شده‌است.